# Bermudas nos Jogos Olímpicos de Verão de 1988
As Bermudas participaram dos Jogos Olímpicos de Verão de 1988 em Seul, na Coreia do Sul. Não conquistaram nenhuma medalha, nem de ouro, nem de prata, nem de bronze. Foi a décima primeira participação da equipe em Jogos Olímpicos.